# ڱ
ڱ حرف من الحروف الإضافية في الأبجدية العربية. يضاف هذا الحرف إلى الأبجدية العربية لترجمة بعض الأحرف الأجنبية ترجمة صوتية. يمثلُ هذا الحرف الصوت الأنفي الانثنائي في السندية.

## الكتابة
| الموقع من الكلمة: | معزول | بدائي | وسطي | نهائي |
| ----------------- | ----- | ----- | ---- | ----- |
| شكل الحرف:        | ڱ     | ڱـ    | ـڱـ  | ـڱ    |